# Usine de concentrés chimiques de Novossibirsk
L'usine de concentrés chimiques de Novossibirsk est une entreprise russe, filiale de TVEL, située dans le quartier Kalinine de la ville de Novossibirsk. Son activité principale est la production de combustible nucléaire pour les réacteurs nucléaires.

## Histoire
- L'usine a été fondée le 25 septembre 1948 sur décision du Conseil des ministres de l'URSS.
- 1950 - 1951 : début de la production pilote et la production du premier lot d'uranium.
- années 1960 : lancement de la production de lithium pour le traitement des matières premières en pur lithium et de ses sels.
- années 1970 : lancement des barres de combustible et des assemblages de combustible pour les réacteurs de recherche.
- 1980 : début de la production des assemblages de combustible pour les réacteurs nucléaires de forte puissance à eau sous pression.
- 1996 : fusion avec la Société "TVEL".

## Procédés
La NCCP, "Novosibirsk Chemical Concentrates Plant" est la filiale de TVEL qui appartient au groupe Rosatom chargé d'élaborer les assemblages de combustible nucléaire pour alimenter les centrales nucléaires. 
L'uranium utilisé par la NCCP a été traité et enrichi au préalable au Combinat chimique de Sibérie à Seversk, ville secrète et fermée durant l'URSS (son nom était Tomsk-7). L'usine de Novossibirsk est une chaîne d'assemblage du combustible, dans laquelle le dioxyde d'uranium est d'abord chauffé puis compacté sous forme de pastilles nucléaires, qui sont enfilées dans des tubes cylindriques de zirconium.

## Galerie de photos

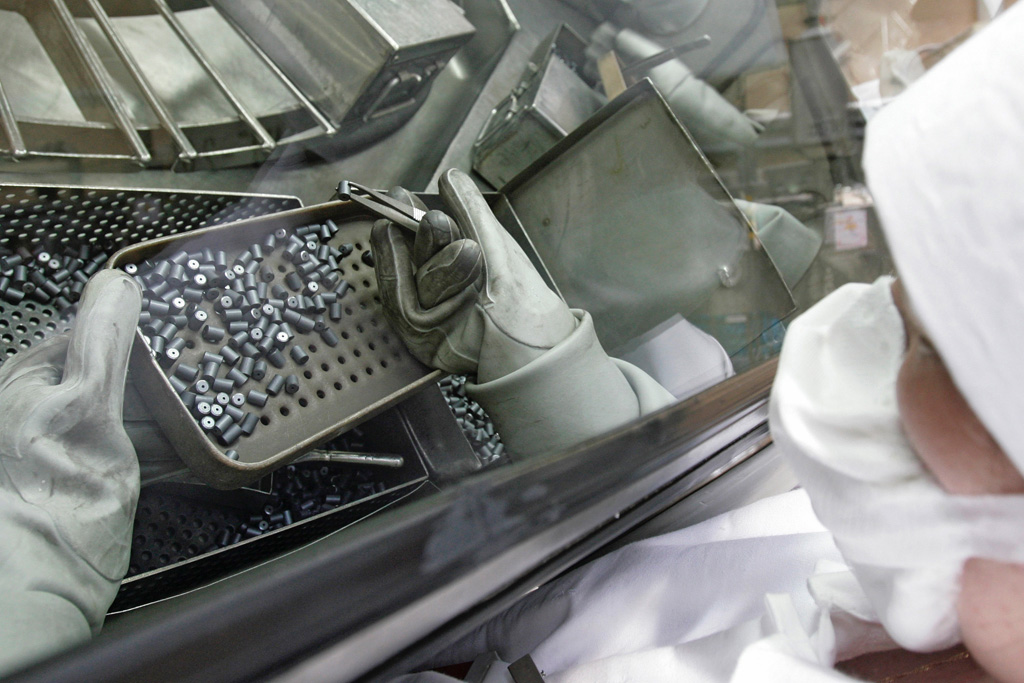
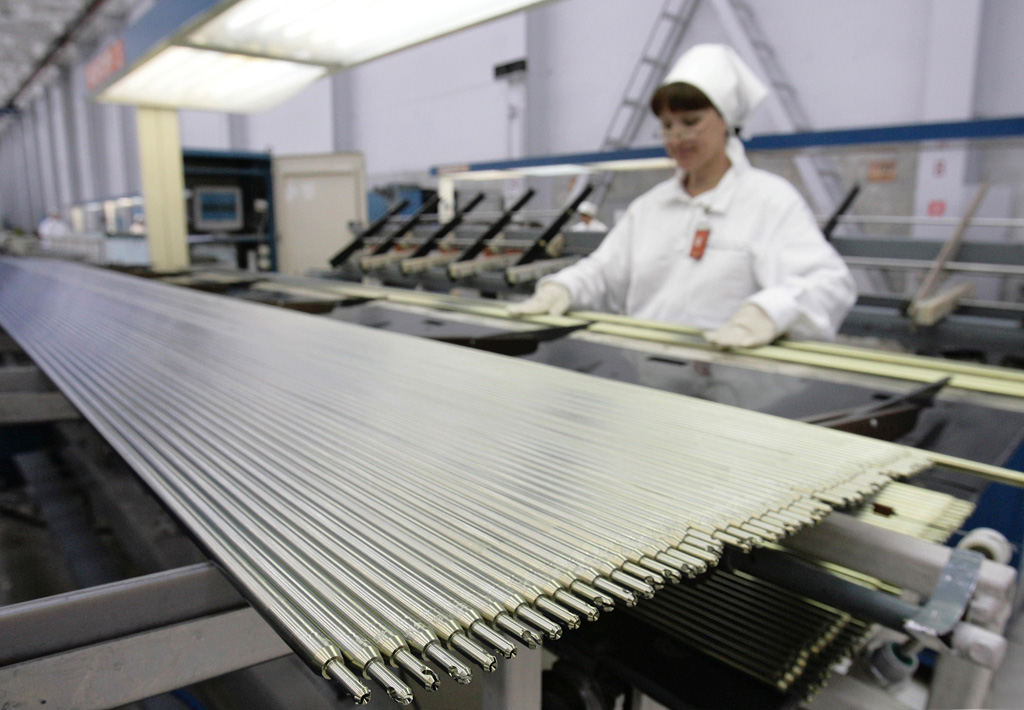
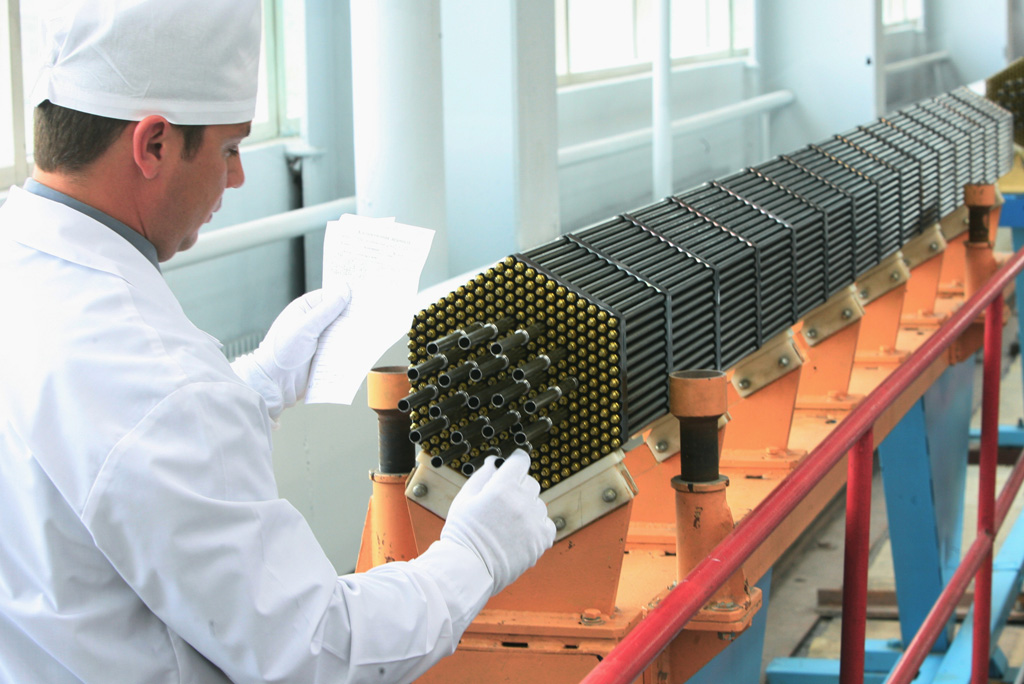
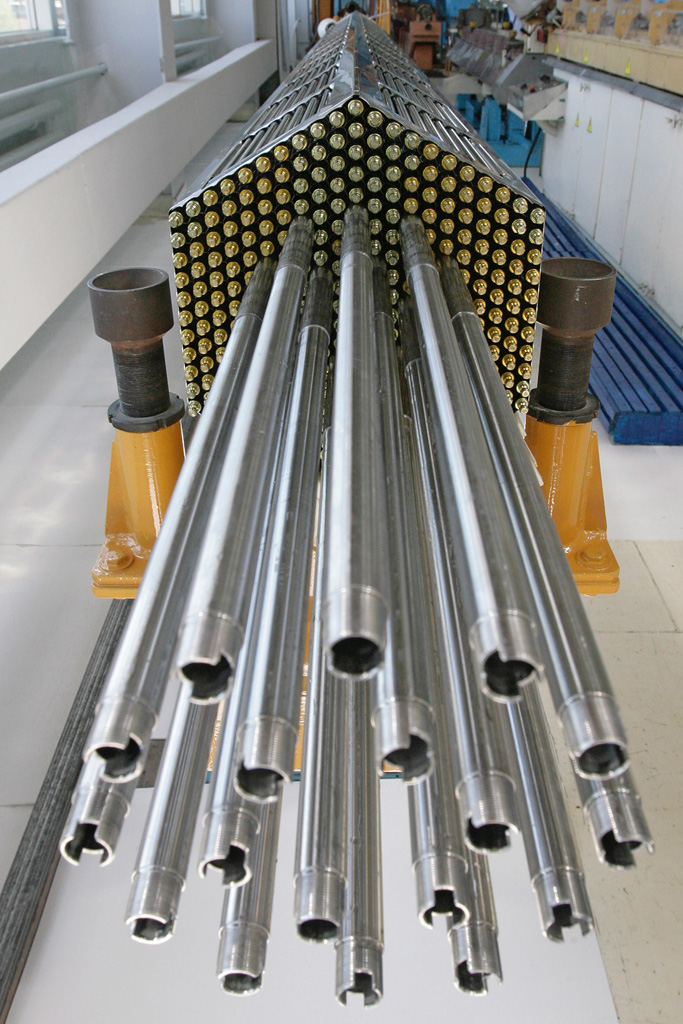
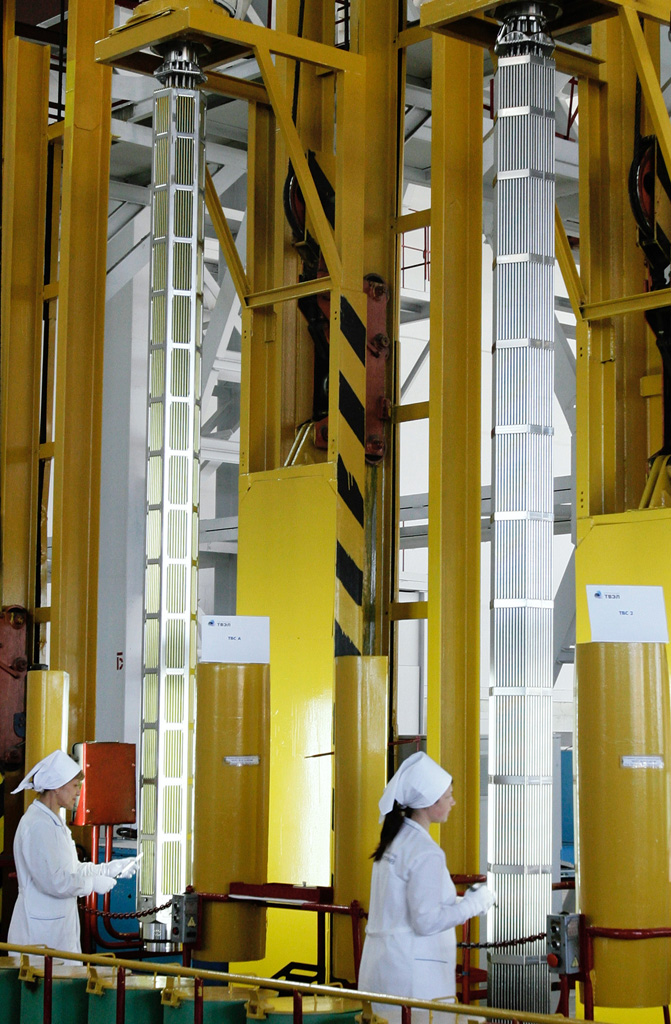
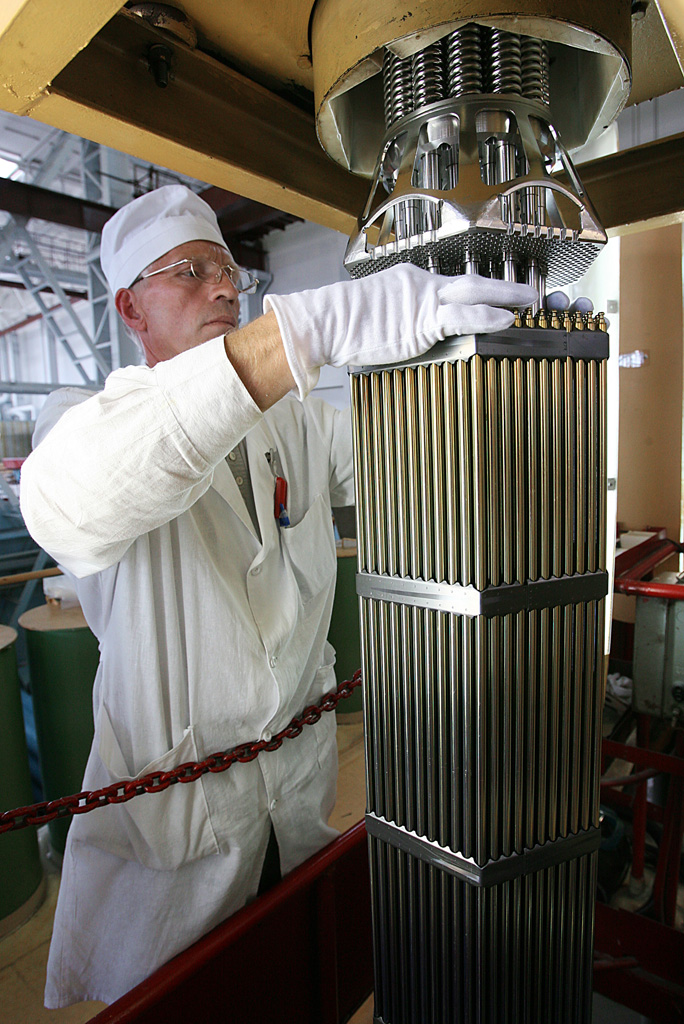